# 퍼펙트 스트레인저 (2003년 영화)
《퍼펙트 스트레인저》(영어: Perfect Strangers)는 뉴질랜드에서 제작된 게일린 프레스턴 감독의 2003년 스릴러, 드라마 영화이다. 샘 닐 등이 주연으로 출연하였고 로빈 레잉 등이 제작에 참여하였다.

## 출연
- 샘 닐 - 남자
- 레이첼 블레이크 - 멜라니
- 조엘 토벡 - 빌
- 로빈 말콤 - 에일린
- 매들린 새미 - 안드레아
- 제드 브로피 - 피트

## 기타
- 미술: 조 블레이클리
- Ass-PD: 제이 카셀스

## 한국판 성우진(SBS) (2010년 8월 28일)
- 최성우 - 멜라니(레이첼 블레이크)
- 성완경 - 남자(샘 닐)
- 엄상현 - 빌(조엘 토벡)
- 신상숙 - 에일린(로빈 말콤)
- 정소영 - 안드레아(매들린 사미)
- 이지환 - 피트(제드 브로피)